# Maoridrilus ultimus
Maoridrilus ultimus är en ringmaskart som beskrevs av Lee 1959. Maoridrilus ultimus ingår i släktet Maoridrilus och familjen Acanthodrilidae. Inga underarter finns listade i Catalogue of Life.